# Aimi Terakawa
Aimi Terakawa (寺川 愛美 Terakawa Aimi; * am 25. Dezember 1991 in der Präfektur Hyōgo), besser bekannt unter dem Mononym Aimi (愛美), ist eine japanische Seiyū und J-Pop-Sängerin, die bei der Talentagentur Hibiki unter Vertrag steht.
Ihr Debüt als Seiyū gab Aimi im Jahr 2011, nachdem sie ein Vorsprechen für eine Anime-Umsetzung des Medien-Franchise Tantei Opera Milky Holmes gewinnen konnte. Im gleichen Jahr veröffentlichte sie auch ihre erste Single als Musikerin.
Aimi ist Mitglied der Gesangstruppe Feathers, gemeinsam mit Ayasa Itō. Sie gibt Julia aus dem Videospiel The Idolmaster: Million Live! ihre Stimme. Des Weiteren ist sie Synchronsprecherin der Kasumi Toyama aus dem BanG-Dream!-Franchise und somit auch Teil der fiktiven Popband Poppin’Party, die seit 2015 besteht.

## Biografie
Aimi Terakawa wurde am 25. Dezember 1991 in der Präfektur Hyōgo geboren. In ihrer Kindheit war ihr Wunsch, im Erwachsenenalter als Sängerin zu arbeiten. In der Oberschule brachte sie sich selbst das Gitarre spielen bei und war in einer Band aktiv. Obwohl es ihr Wunsch war Sängerin zu werden, wurde ihr das Interesse am Synchronsprechen durch die Animeserie Macross Frontier geweckt. Sie sagte, dass die Serie sie beeindruckt habe, wie die Serie es geschafft habe Musik und Animation in ihrer Geschichte zu kombinieren. In der Hoffnung eine professionelle Sängerin zu werden nahm Aimi an mehreren Gesangswettbewerben teil, darunter der Animax Anison Grand Prix im Jahr 2009. Außerdem spielte sie in verschiedenen Live Houses, wie etwa in einem Steakhouse in Kōbe.
Ihre professionelle Karriere begann schließlich im Jahr 2011, nachdem sie ein Casting für das Multimedien-Projekt Tantei Opera Milky Holmes gewinnen konnte. So verlieh Aimi dem Charakter Kazumi Tokiwa ihre Stimme. Gemeinsam mit Seiyū-Kollegin Ayasa Itō bildet sie das Gesangsduo Feathers, das ebenfalls zum Franchise gehört. Mit der Veröffentlichung ihrer ersten Single Tenshi no Clover im selben Jahr nahm Terakawa ihren Künstlernamen Aimi an. Tenshi no Clover wurde als Lied im Vorspann der Animeserie Rotte no Omocha! genutzt. Zwischen 2011 und 2013 erschienen vier weitere Singles, die in verschiedenen Anime genutzt wurden: LIVE for LIFE in Ben-To, We’re the Stars in Fairy Tail, Link in Oda Nobuna no Yabō und Unmei no Ori in The Sewering Crime Edge. Ihr Debütalbum Love erschien im November 2013.
Im Jahr 2012 war Aimi im Rahmen der Anime Expo erstmals in den Vereinigten Staaten um für das Cardfight!!-Franchise zu werben. Im Handyspiel The Idolmaster: Million Live! spricht sie den Charakter Julia. Im Jahr 2015 wurde sie Teil des Multimedien-Projektes BanG Dream! in der sie den Hauptcharakter Kasumi Toyama spricht und dadurch Mitglied der fiktiven Popband Poppin’Party wurde.

## Sprechrollen
| Anime - 2011: Tantei Opera Milky Holmes als Kazumi Tokiwa - 2011: Cardfight!! Vanguard als Suiko - 2012: Cardfight!! Vanguard: Asia Circuit als Suiko - 2012: Gon als Elefant und Frosch - 2013: Cardfight!! Vanguard: Link Joker als Suiko Tatsunagi - 2013: Freezing Vibration als Roxanne Elipton - 2013: Robocar Poli als Benni - 2013: Futari wa Milky Holmes als Kazumi Tokiwa - 2013: The Hentai Prince and the Stony Cat als Emi und Emanuela Pollarola - 2014: Argevollen als Hikara Rikuru - 2014: Cardfight!! Vanguard: Legion Mate als Suiko Tatsunagi - 2014: Gigant Big-Shot Tsukasa als Ataru und Ruri Dōmoto - 2014: Future Card Buddyfight als Kiri Hyoryu - 2014: Engaged to the Unidentified als Mayura Momouchi - 2014: Oneechan ga Kita als Tomoya Mizuhara - 2014: Saikin, Imōto no Yōsu ga Chotto Okashiinda ga. als Moa Torii - 2015: Chaos Dragon als Ulrika Ledesma - 2015: Plastic Memories als Sherry - 2015: Tantei Kageki Milky Holmes TD als Kazumi Tokiwa - 2015: Cardfight!! Vanguard G: GIRS Crisis als Am Chouno - 2016: Luck & Logic als Yukari Nanahoshi - 2017: BanG Dream! als Kasumi Toyama - 2018: BanG Dream! Girls Band Party! ☆ PICO als Kasumi Toyama - 2019: BanG Dream! als Kasumi Toyama - 2019: Afterlost als Kikyō - 2019: Senki Zesshō Symphogear XV als Millaarc - 2020: BanG Dream! als Kasumi Toyama - 2020: D4DJ First Mix als Kyoko Yamate | Videospiele - 2013: The Idolmaster Million Live! als Julia - 2015: Disgaea 5: Alliance of Vengeance als Liezerota - 2017: BanG Dream! Girls Band Party als Kasumi Toyama - 2020: Pokémon Masters als Amalia |

## Diskografie

### Mit Poppin’Party
- → Hauptartikel: Poppin’Party#Diskografie

### Solo
- 2011: Tenshi no Clover (Single, PonyCanyon); Rotte-no-Omacha!-Vorspann
- 2011: LIVE for LIVE (Single, PonyCanyon); Ben-To-Vorspann
- 2012: Link (Single, PonyCanyon); Oda-Nobuna-no-Yabō-Vorspann
- 2013: We’re the Stars (Single, PonyCanyon); Fairy-Tail-Abspann
- 2013: Unmei no Ori (Single, PonyCanyon); The-Severing-Crime-Edge-Vorspann
- 2013: Love (Album, PonyCanyon)
- 2017: Dokidoki SING OUT (Charaktersong Kasumi Toyama, Bushiroad Music)
- 2021: ReSTARTING!! (Single, King Records)
- 2021: Kazania (Single, King Records); How-a-Realist-Hero-Rebuild-the-Kingdom-Abspann
- 2023: Magical Destroyer (Single, King Records); Magical-Girl-Destroyer-Vorspann
- 2023: Help (Single, King Records); Helck-Vorspann (2. Cour)
- 2024: Meritocracy (Single, King Records); The-Banished-Former-Hero-Abspann
- 2024: Live It Now (Album, King Records)